# Habitatge al carrer Vilanova i carrer Paluzie (Olot)
L'habitatge al carrer Vilanova i carrer Paluzie és una obra d'Olot (Garrotxa) inclosa a l'Inventari del Patrimoni Arquitectònic de Catalunya.

## Descripció
És una casa de planta rectangular i teulat a quatre aigües. Disposa de planta baixa i dos pisos superiors. La façana està ubicada al c/ Vilanova. Part dels baixos han estat modificats. Damunt la porta principal hi ha una bonica reixa, ornada amb flors, les inicials F. P i la data de 1911. La façana és estucada de color verd i les obertures i guardapols que separen els pisos en blanc. Les dues façanes més notables són la del sud i la de l'est. A la primera hi ha una galeria amb un registre de tres arcades de mig punt i un petit cos sobre elevat que fa de golfes. La façana est té una àmplia tribuna i dos registres superposats d'arcades dobles amb columnes de pedra artificial rosa, amb capitells i bases decorades amb fullatges.

## Història
Situada al passeig de Barcelona, a l'eixample Malagrida, planejat per l'arquitecte J. Roca i Pinet. Amb una disposició radiocèntrica de carrers amb dos focus, la plaça d'Espanya i la d'Amèrica, unides pel pont de Colom. Així es planejà també el carrer Vilanova, amb cases unifamiliars de poca alçada i amb jardí, que tot i no tenir les pretensions de les situades en ple eixample, tindran elements arquitectònics i decoratius molt notables.